# Södermanlands runinskrifter ATA5501/52
Södermanlands runinskrifter ATA5501/52 är ett vikingatida runstensfragment av rödgul sandsten vid Vadsbro kyrka, Vadsbro socken och Flens kommun. Fragmentet finns i den gamla kyrkogårdsmuren söder om kyrkan, 1,5 meter öster om ingången. Runstensfragmentet är 0,14 gånger 0,26 meter stort. På stenen finns två runor mellan två parallella linjer. Runhöjden är 6 centimeter.

## Inskriften
Translitterering av runraden:
...al...
Normalisering till runsvenska:
...